# Układ urbanistyczny Trzebiatowa

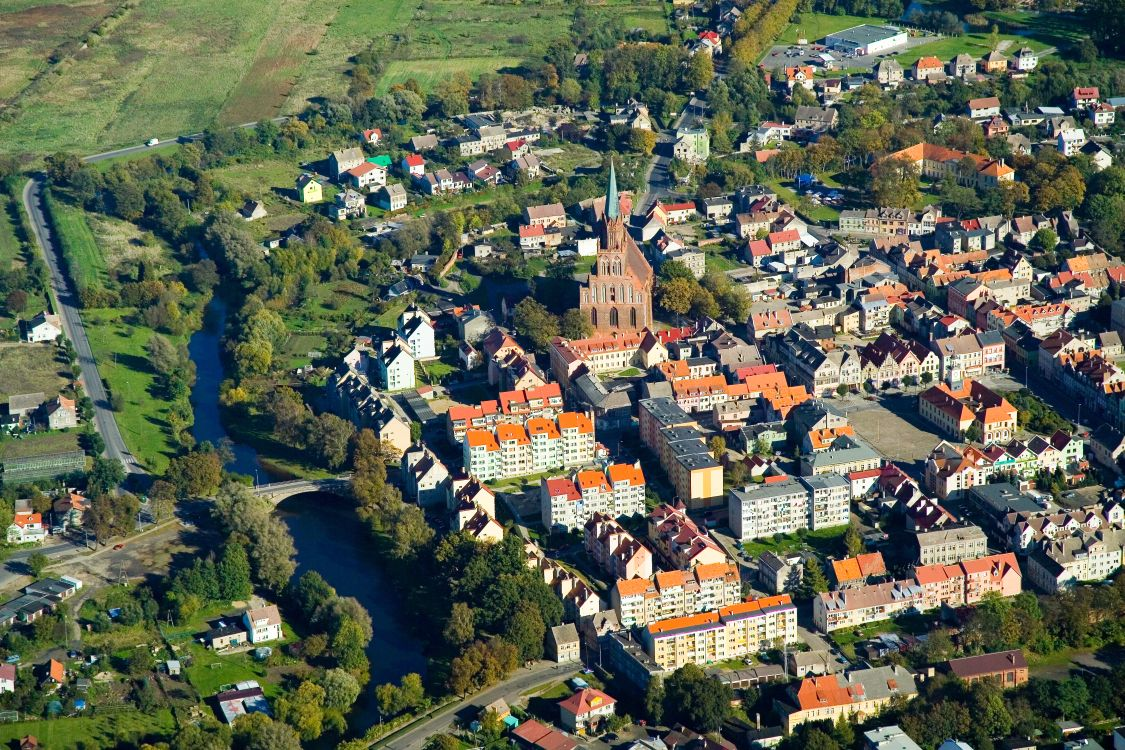
Stare Miasto z lotu ptaka

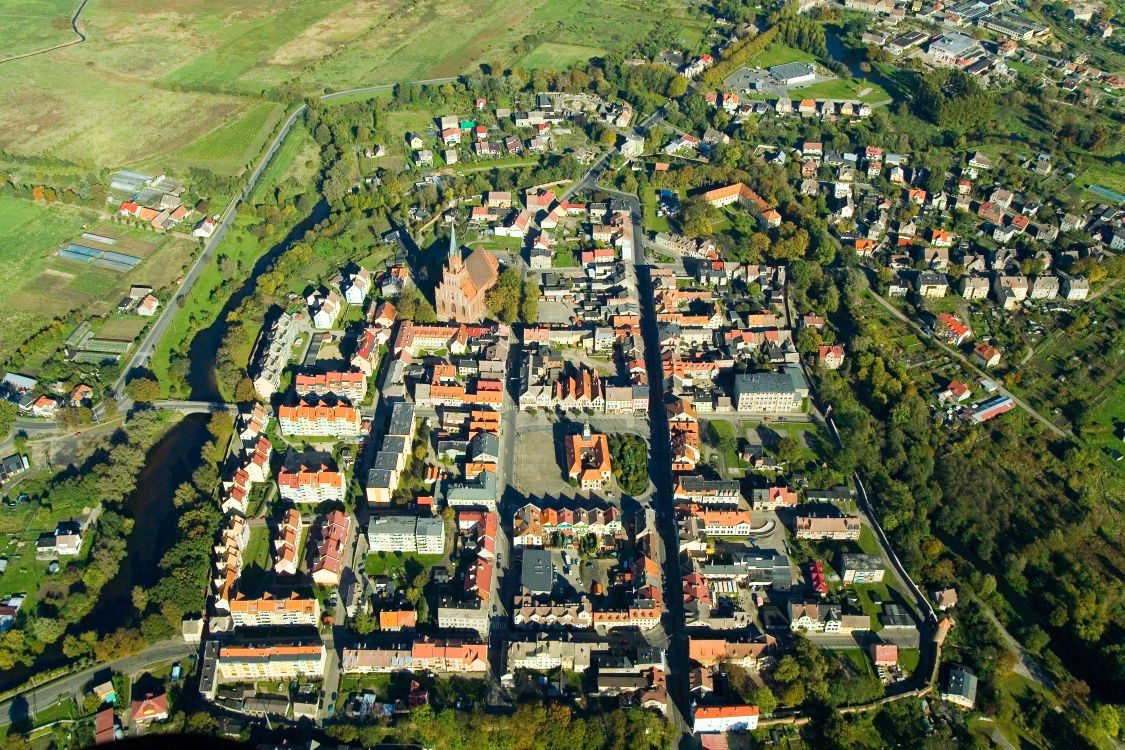
Układ szachownicowy miasta

W kompozycji układu przestrzennego i architektonicznego miasta  dominują formy historyczne, stanowiące świadectwa historii i rozwoju urbanistycznego miasta od średniowiecza po początek XX wieku. Całość zespołu miejskiego Trzebiatowa ma ponadlokalną wartość zabytkową.

## Rozwój układu urbanistycznego Trzebiatowa
Pierwsze źródłowe wzmianki o warownym grodzie Tribetov (Trzebiatów) pochodzą z 1180 roku, późniejsze z 1208 roku - o terra Tribetov. Gród ten powstał na wzniesieniu w zakolu rzeki Regi, a obok niego rozwinęła się osada rzemieślniczo-targowa. W roku 1277, osada otrzymała z rąk księcia pomorskiego Barnima I prawa miejskie, oparte na prawie niemieckim. Brak jest natomiast przekazów o uposażeniu miasta, związanych z jego lokacją. Wiadomo, że nadania ziemskie były znaczne i dzielone pomiędzy miasto i pobliski klasztor norbertanów w Białobokach. W 1281 roku potwierdzono prawa miejskie - oparte na zmienionym prawie lubeckim (mieszkańcy otrzymali wolności celne i uprawnienia handlowe).
Rega stanowiła ważny wodny szlak handlowy. Przez miasto przechodziła droga lądowa łącząca Kołobrzeg ze Szczecinem, Stargardem i Gryficami.
Od XIII do XVIII wieku Trzebiatów rozwijał się jako miasto obronne, portowe o intensywnej parcelacji działek, pełniąc w regionie rolę wiodącego, wielofunkcyjnego ośrodka (porównywalnego z Koszalinem), osiągając pod koniec wieku liczbę 3387 mieszkańców. Obszar miasta w granicach średniowiecznych fortyfikacji wynosił 35 ha. Miasto uzyskało regularny układ szachownicowy o regularnych kwartałach podzielonych na wąskie, głębokie działki zabudowane od frontu murowanymi kamienicami, ustawionymi szczytami do ulicy. Dwa kwartały zostały przeznaczone pod budynki użyteczności publicznej: ratusz i kościół, trzeci zajęty został przez zamek. Rynek o wymiarach 94x104 m został przesunięty ze środka założenia w kierunku południowo-zachodnim. Drugi miejski plac (być może targowy) - powstał przed terenem zamkowym (dzisiejszy Plac Zjednoczenia). W latach 1299–1337 miasto otoczono murami obronnymi z kamienia i cegły. Początkowo do miasta prowadziły dwie bramy: Gryficka i Kołobrzeska z przedbramiami, strzegące przedmieść. Od 1550 wymieniano w źródłach także bramę Łaziebną (niem. Badstüber), a w 1784 r. Brüggemann wspominał o bramie Żeglarskiej. Obrzeżne kwartały zabudowy były znacznie węższe, a od murów obronnych oddzielała je wąska uliczka. Ważniejszymi ówcześnie budowlami w mieście były: pałac, ratusz, kościół NMP, kaplica i szpital św. Ducha, kaplica i szpital św. Jerzego, kaplica i szpital św. Gertrudy, młyny, mennica i cegielnia.

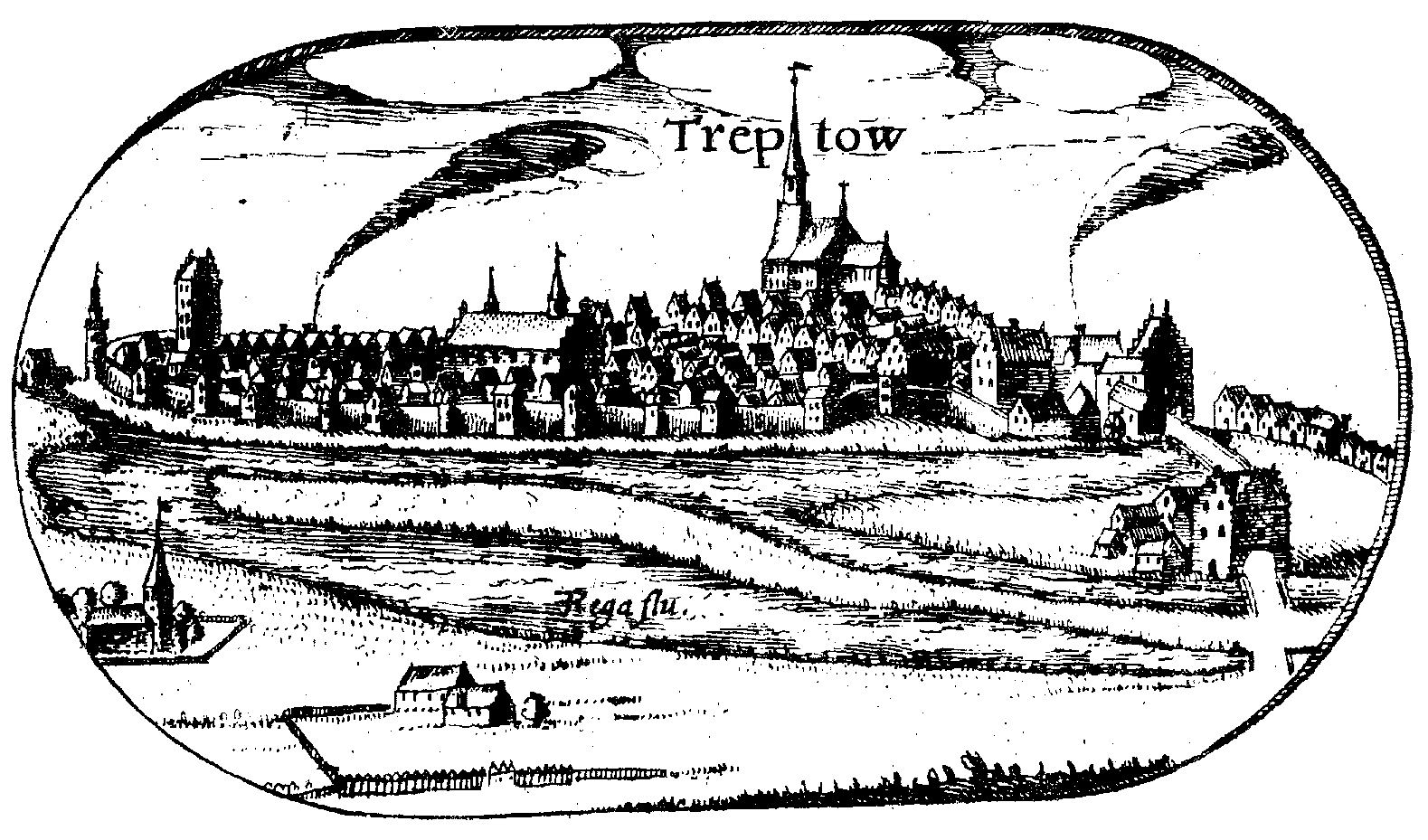
Panorama miasta według Johanna Wolfarta na Wielkiej Mapie Księstwa Pomorskiego (1618)

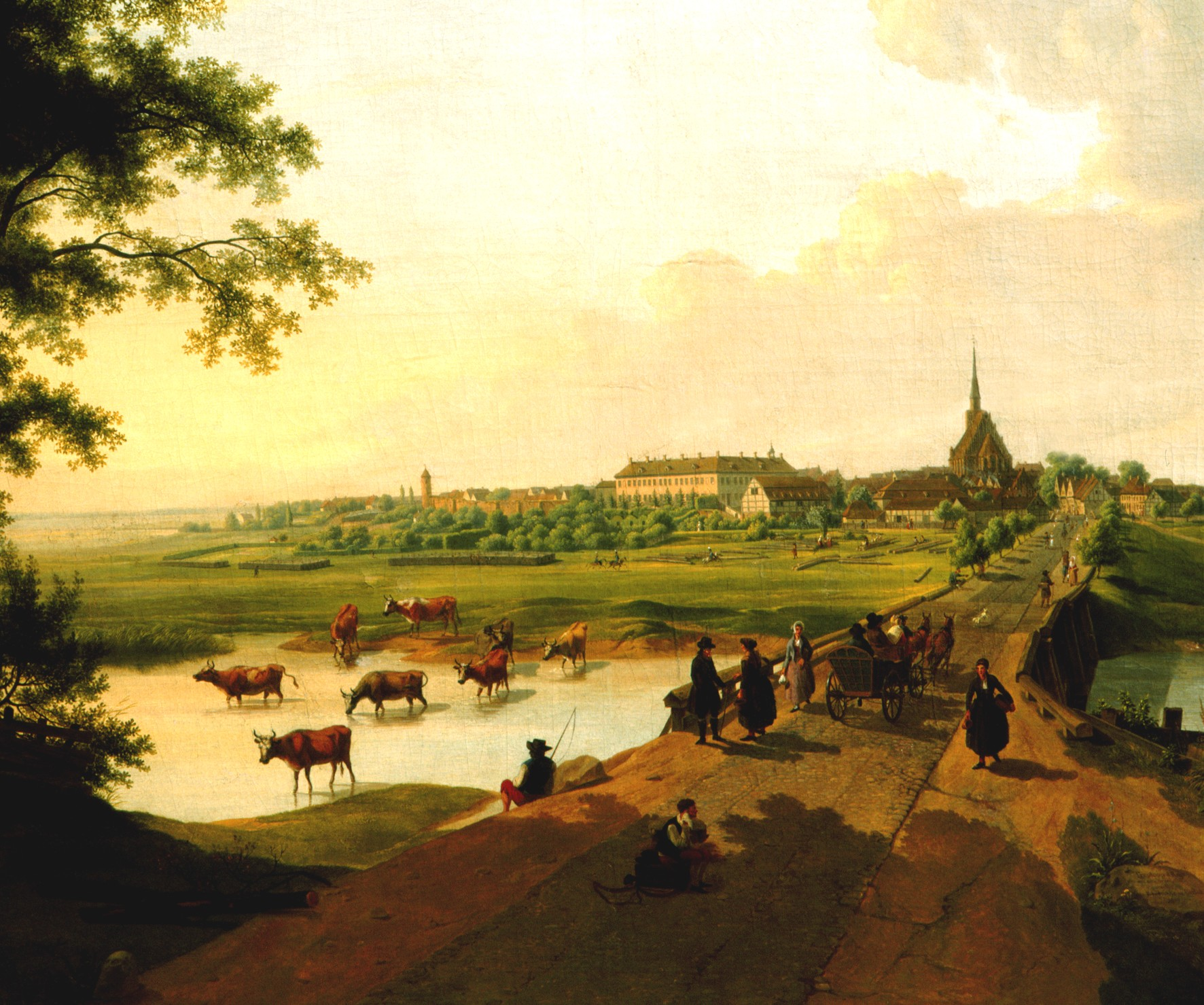
Obraz Petera Lutkego

W 1618 roku Lubinus naszkicował panoramę przedstawiającą Trzebiatów od strony południowo-wschodniej, z odgałęzieniami Regi i kościołem w Wyszkowie. Miasto otoczone jest pełnym pierścieniem murów, zza których widać zabudowę mieszczańską, ustawioną szczytowo wzdłuż ulic. W panoramie wyraźnie dominuje bryła fary miejskiej, bramy miejskie i Baszta Kaszana. W tym czasie funkcja ośrodka portowego Trzebiatowa upadła, ze względu na zniszczenie portu w Regoujściu. Natomiast silnie rozwijało się rolnictwo. Miasto wykształciło właściwie trzy przedmieścia: gryfickie, kołobrzeskie i „warowny gród” na wyspie, w ramionach Regi. W dwóch pierwszych - powstały zespoły stodół. Pomiar katastralny miasta z 1730 roku wykazał postępującą parcelację przedmieść.
W XVIII wieku rozpoczęto likwidację fos i obwarowań miejskich, przekształcając je w ogrody. Miasto rozbudowywało nadal przedmieścia, przeznaczając pod parcele coraz to nowe tereny. Na Starym Mieście zabudowa znacznie zagęszczała się w obrębie parcel, stworzono podwórka – studnie. W 1802 roku radzie miejskiej odebrano 10 wsi, przez co znacznie ograniczył się budżet miasta. Trzebiatów poza charakterem ośrodka rolniczego - stał się także ośrodkiem militarnym. W latach 1808–1811 Trzebiatów został wybrany na siedzibę marszałka wojsk pruskich Blüchera.
Przed I wojną światową Trzebiatów liczył 8500 mieszkańców, był ośrodkiem handlowym regionu rolniczego z niewielkim przemysłem (meblarskim, skórzanym, budowlanym). W okresie międzywojennym miasto nabrało jeszcze większego znaczenia  militarnego: zlokalizowano tu szkołę oficerską, szpital wojskowy (w Jarominie). Zlokalizowano także jednostki wojskowe w Rogowie i na zachód od Mrzeżyna. W 1939 roku ludność Trzebiatowa wynosiła 10900 mieszkańców.
W czasie działań wojennych w 1945 roku - zniszczeniu uległa część zabudowy miejskiej, zwłaszcza w zabytkowym śródmieściu. Rozmiar zniszczeń w porównaniu z innymi miasteczkami był nieznaczący, zachowały się wszystkie ważniejsze obiekty architektury użyteczności publicznej oraz mury miejskie. Znacznie dotkliwsze straty w zabudowie miejskiej spowodowane zostały zaniedbaniami i rozbiórkami dokonanymi w latach powojennych.
W 1955 roku cały obszar Starego Miasta, w granicach murów obronnych został wpisany do rejestru zabytków. W 1963 roku powstało  tu studium historyczno-urbanistyczne w Pracowni Dokumentacji Historycznej PKZ w Szczecinie. W 1967 roku przystąpiono do realizacji zabudowy plombowej, dostosowanej skalą i gabarytami do zabudowy historycznej. Zrealizowane plany odnosiły się do zaledwie 5 budynków. Następne prace tyczyły nowej zabudowy mieszkaniowej, w obrębie Starego Miasta, powstającej w latach 70., w znacznym stopniu naruszyły zabytkową strukturę miejską. Dzięki pracy i staraniom środowiska konserwatorskiego, a głównie prof. S. Latoura, doprowadzono do uznania wybitnych wartości zabytkowych zespołu staromiejskiego w Trzebiatowie i przystąpienia do systematycznych prac rewaloryzacyjnych.
W 1996 roku Trzebiatów został włączony do programu Ministerstwa Kultury i Sztuki „Ratowanie miasteczek historycznych”.